# Угао-Мірабальєс
Уга́о-Міраба́льєс, Угао, Міравальєс (баск. Ugao, ісп. Miravalles, офіційна назва Ugao-Miraballes) — муніципалітет в Іспанії, у складі автономної спільноти Країна Басків, у провінції Біская. Населення — 4029 осіб (2009).
Муніципалітет розташований на відстані близько 310 км на північ від Мадрида, 9 км на південь від Більбао.
На території муніципалітету розташовані такі населені пункти: (дані про населення за 2009 рік)
- Басакоече: 0 осіб
- Маркіо: 22 особи
- Угао-Мірабальєс: 4007 осіб

## Демографія
Динаміка населення (INE ):

## Галерея зображень

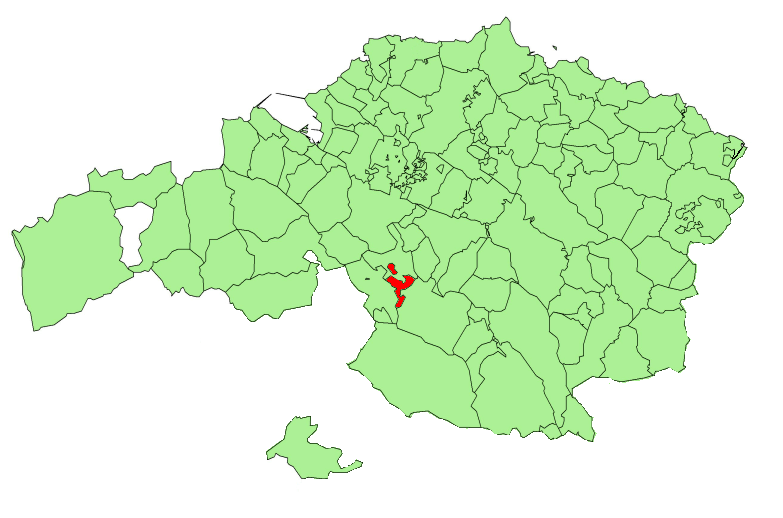
Розташування муніципалітету
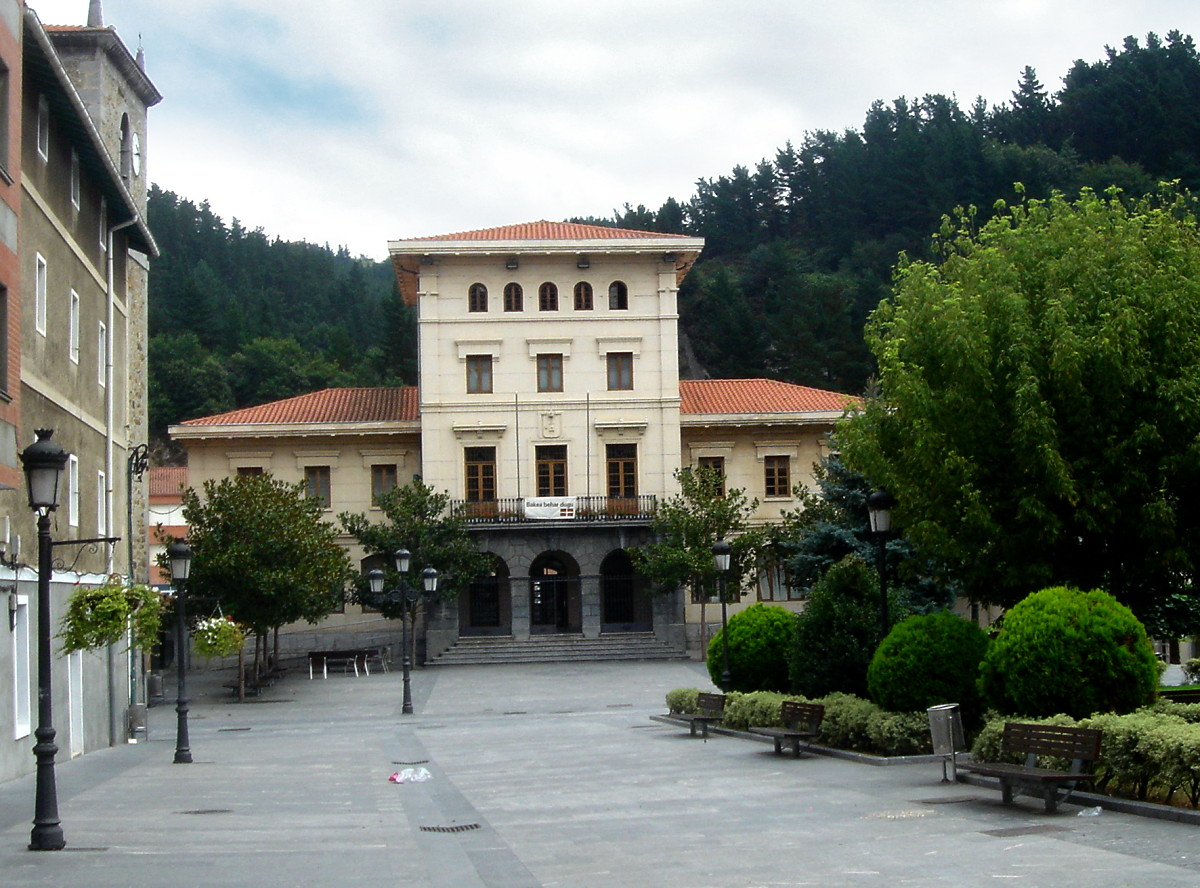
Муніципальна рада